# Мінарченко Валентина Миколаївна
Валентина Миколаївна Мінарченко (* 26 березня 1957, Луцьк) — український ботанік, доктор біологічних наук (2012), професор (2014), завідувач лабораторії ботанічного ресурсознавства (інститут ботаніки імені М. Г. Холодного НАН України), зав. кафедри фармакогнозії та ботаніки НМУ ім. О. О. Богомольця.
Закінчила Волинський національний університет імені Лесі Українки (1975—1980).
Основні дослідження присвячені вивченню лікарських рослин України, зокрема: їх поширення, ресурсів, використання та збереження. У цій галузі опубліковано понад 180 наукових робіт.

## Праці
- Мінарченко В. М. Ресурси лікарських рослин[недоступне посилання з липня 2019]. Інститут ботаніки ім. М. Г. Холодного НАН України, 481 стор. // Докторська дисертація. Спеціальність: 03.00.05. Дата: 15.02.2012. (Див. також Ресурси лікарських рослин, те саме).
- Мінарченко В. М. Судинні лікарські рослини України: медичне та ресурсне значення. — Київ, «Фітосоціоцентр», 2005. — 235 с.
- Мінарченко В.М., Струменська, О. М.,Махиня Л. М.,   Ковальська Н. П., Нікітіна О. О., Двірна Т. С., Тимченко І. А. Робочий журнал до лабораторних занять з фармацевтичної ботаніки. Частина І. Морфологія та анатомія рослин / – К.:Фітосоціоцентр. – 2016. – 112 с .
- Минарченко В. Н., Никитина О. А., Ковальская Н. П., Струменская Е. М., Махиня Л. Н.,   Тимченко И. А., Двирна Т. С. Рабочий журнал по фармацевтической ботанике. Часть І. Морфология и анатомия растений /– К.:Фитосоциоцентр. – 2016. – 108 с .
- Minarchenko V.M., Dvirna T.S., Pidchenko V.T., Kovalska N.P., Makhynia L.M. Pharmaceutical Botany.  Laboratory workbook. – Kyiv.: Phytosociocenter. – 2016. – 210 P.
- Минарченко В.Н., Никитина О.А., Бутко А.Ю., Ковальская Н.П.,  Махиня Л.Н., Струменская Е.Н. Лабораторный журнал по ресурсоведению лекарственных растений. – К.: Фитосоциоцентр, 2016. – 74 с.
- Minarchenko V.M., Karpiuk U. V., Cholak I. S., Kovalska N. P., Yemelianova O. I., Nikitina O. O., Lysyuk R. M., Robinson D. K. Laboratory Handbook on Pharmacognosy. Part 1. Textbook /– Kyiv: Phytosociocenter, 2016. – 160 с.
- Мінарченко В.М. Отруйні рослини (фітотоксини).  Біологічна безпека України:монографія/ за заг.ред. М.А. Величка, В.Г. Радченка.- Київ: Нац.акад. СБУ, 2016.- С. 251-290.
- Заверуха Б. В., Мінарченко В. М. Наукові основи ресурсознавства лікарських рослин // Укр. бот. журн. — 2000.- 37, N 3. — С.243-250.
- Мінарченко В. М., Дудченко Л. Г., Гарник Т. П., Шураєва Т. К. Правові основи використання та охорони природних рослинних ресурсів України // Фітотерапія в Україні, 2000.- N 1.- С. 45-50.
- Minarchenko V.M. Medicinal plant resources in Ukraine // Medicinal plants in Ukraine. — Melbourne: Bayda Books, 2000. — P. 3-7.
- Мінарченко В. М. Флора лікарських рослин України. — Луцьк: ПФ «Едельвіка», 1996. — 178 с.
- Парпан В.І., Мінарченко В.М., Буськанюк  М.В. Застосування методу екстраполяції для оптимізації обліку ресурсів видів лікарських та харчових рослин // Наукові праці лісівничої академії наук України: Збірник наукових праць.– Львів : РВВ НЛТУ України. – 2012. – №. 10.  – С. 2011-217
- Minarchenko V.M. Medicinal plants of : diversity, resources, legislation //Medicinal Plant Conservation Newsletter, vol. 14, February 2011.- Р.7-13 http://cmsdata.iucn.org/downloads/mpc_14_1.pdf
- Мінарченко В.М.Дикі родичі культурних рослин та інші дикорослі економічно важливі види судинних рослин України: завдання та перспективи досліджень //Агроекологічний журнал. – 2011. – Спеціальний випуск. – С. 165-167.
- Мінарченко В.М.,Соломаха Т.Д., Вантюх І.В. Arnica montana L. в Українських Карпатах,  поширення, еколого-фітоценотичні особливості та ресурсна характеристика//Науковий вісник Чернівецького університету. Біологія (Біологічні системи). – Т. 3, Вип. 3. – Чернівці: Чернівецький національний університет, 2011. –С.48-60
- Мінарченко В.М.,Гончаренко В.І. Еколого-ценотична і хоролого-ресурсна характеристика Rubus hirtus Waldst.et Kit. і R. nessensis W. Hall. (Rosaceae) в Українських Карпатах//Науковий вісник Чернівецького університету. Біологія (Біологічні системи). – Т. 3, Вип. 3. – Чернівці: Чернівецький національний університет, 2011. – С. 62-66.
- Minarchenko V.M. Resource significance of medicinal plant populations as a result of their life strategy exhibition //Науковий вісник Чернівецького університету. Біологія (Біологічні системи).- T.5.Вип. 3.2013.- С.454-456
- Minarchenko V. Medicinal and food plants of the Ukrainian Karpathians: their use and resourses // Агроекологічний журнал. – 2013. - №2.- С. 94–101
- Мінарченко В.М. Розроблення моделі експрес-оцінки ресурсів Convallaria maialis L.// Науковий вісник Національного лісотехнічного університету України: збірник науково-технічних праць. – Львів : РВВ НЛТУ України. – 2013. – Вип. 23.10. – С. 8-14.
- Мінарченко В.М., Тимченко І.А., Мінарченко О.М. Розробка моделі експрес-обліку ресурсів Helichrysum arenarium (L.) Moench (ASTERACEAE)// Укр.ботан журн. – 2013.- 70, № 2.- С. 184-187
- Мінарченко В.М. Розробка методів експрес-обліку ресурсів Hypericum perforatum L. ISSN 1996-4536 // Біологічні Студії / Studia Biologica• 2013 • Том 7/№3 • С. 225–232
- Мінарченко В. М. Ресурсознавство. Лікарські рослини. Навчальний посібник. — Київ, «Фітосоціоцентр», 2014. — 215 с.
- Мінарченко В.М., Бутко А.Ю. Дослідження вітчизняного ринку лікарських засобів рослинного походження// Фармацевтичний журнал, 2017, №1.-С.30-36
- Мінарченко В.М., Каплуненко В.Г, Глущенко Л.А., Ковальська Н.П., Бабенко Л.М. Мінеральний склад кореневищ Potentilla erecta (L.) // Фармацевтичний журнал, 2017, №1.-С.74-83
- Минарченко В.Н., Бутко А.Ю., Бутко Л. А. Разнообразие лекарственных растений в лекарственных средствах зарубежного производства на фармацевтическом рынке Украины /-Рецепт, 2017.- Т: 20.-N: 3 .-  С. 350-355
- Minarchenko V.M., Dvirna T.S., Pidchenko V.T., Nikitina O. O.,Kovalska N. P., Makhynia, L.M. Study of medicinal plants resources. Laboratory workbook.– Kyiv: Phytosociocenter, 2017. – 98 с.
- Minarchenko V.M.Threatened medicinal plants of Ukraine: an assessment of the current protection status. 2017. J. Plant Develop. 24: 117-131.
- Minarchenko V.M.Tymchenko I.A.,Dvirna T.S., Makhynia L.M. A Review of the Medicinal Ferns of Ukraine/ Scripta Scientifica Pharmaceutica, vol. 4, No. 1, 2017.
- Minarchenko V. M., Kutsyk R. V.. Kovalska N. P.  . Movchan B. O.  , Hornostai O. V., Strumenska O. M., Makhynia L. M. Effect of silver nanopracticles on the physical and chemical properties of plant oils and their antimicrobial activity. Diotechnologia Acta, V. 10, No 6, 2017, p.35-44.
- Minarchenko, V.; Tymchenko V., Dvirna T. A review of the medicinal Lycopodiophyta of Ukraine. Scripta Scientifica Pharmaceutica. - 2019. – Vol.6, No.1. – P. 7-15
- Minarchenko, V.; Tymchenko, I.; Glushchenko, L.; Pidchenko, V. Comparative morphological studies of raw parts of the most common species of Thymus in Ukraine.European Pharmaceutical Journal 2020 | Journal article.  67(1), pp. 38–45/ DOI: 10.2478/afpuc-2020-00042020.
- Minarchenko, V., Futorna, O., Pidchenko, V., ...Dvirna, T., Makhynia, L.Morphological Investigations on the Diagnostic Features of Six Hypericum Species of the Ukrainian Flora |  Fabad Journal of Pharmaceutical Sciences , 2021, 46(1), pp. 31–42.
- Minarchenko, V., Tymchenko, I., Pidchenko, V., ...Karpiuk, U., Kovalska, N.Diagnostic features of raw materials of related Equisetum species of Ukrainian flora. Journal of Research in Pharmacy, 2022, 26(6), pp. 1780–1788.